# شيغيو ناغاشيما
شيغيو ناغاشيما (يابانية: 長島 滋雄، مواليد 20 فبراير 1936 - 03 يونيو 2025) الملقب بـ "سيد العمالقة"، كان لاعب ومدير بيسبول ياباني محترف.
كان نجم أساسي في فريق طوكيو يوميوري جاينتس في ستينيات وسبعينيات القرن العشرين، لعب ناغاشيما جميع مواسمه السبعة عشر مع فريق جاينتس، حيث لعب في القاعدة الثالث وبلغ متوسط ضرباته .305 مع 444 ضربة منزلية ومعدل 919 من قدرته على الوصول إلى القاعدة وقوته في الضرب، ساعد في قيادة الفريق إلى تسعة ألقاب متتالية في سلسلة اليابان من عام 1965 إلى عام 1973. بعد اعتزاله أصبح مديرًا فني لفريق يوميوري جاينتس بين عامي 1975 و1980، ثم مرة أخرى بين عامي 1993 و2001. كان من المقرر أن يُدير المنتخب الياباني في الألعاب الأولمبية الصيفية 2004 في أثينا، اليونان، لكنه أصيب بسكتة دماغية قبل ذلك بوقت قصير ودخل المستشفى. تعافى من السكتة الدماغية، وظهر في مباراة بيسبول تحت قبة طوكيو عام 2005، وفي إعلان تلفزيوني عام 2006، مع ابنه كازوشيغي.

## نشأته
لعب ناغاشيما البيسبول في مدرسته الثانوية المحلية، وكان ضمن فريق جامعة ريكيو للبيسبول بين عامي 1954 و1957. انضم إلى فريق يوميوري جاينتس عام 1958. مرتدياً رقم (3) هو رقم الذي حجب لفريق يوميوري جاينتس تكريماً له.

## مسيرته كلاعب هاوٍ

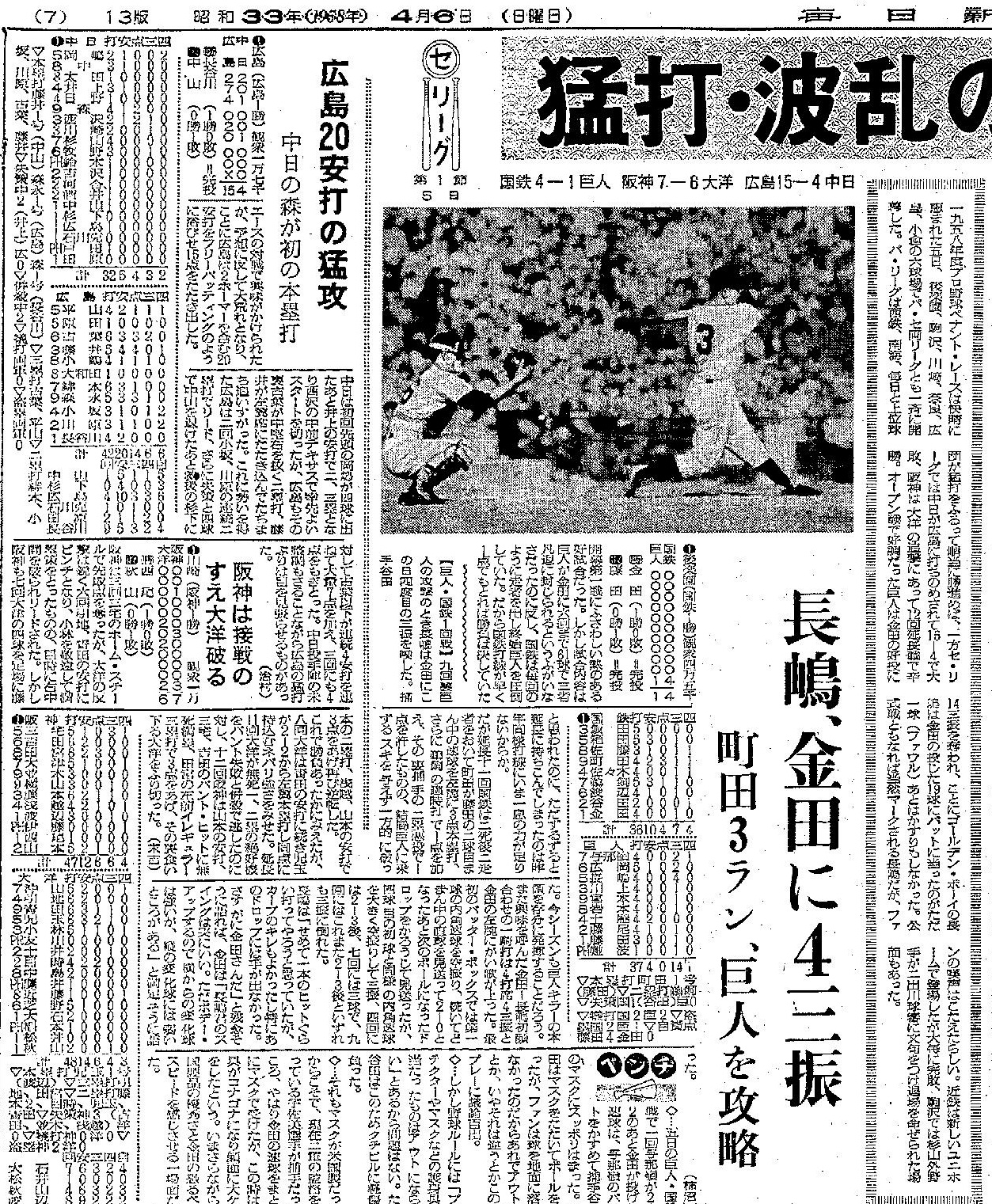
مقالة صحفية عن أول ظهور لناغاشيما، حيث فشل في جميع محاولاته الأربع ضد ماسايتشي كانيدا في عام 1958

كان ناغاشيما خلال طفولته من مشجعي فريق هانشين تايجرز، منافس فريق يوميوري جاينتس، بعد تخرجه من مدرسته الثانوية المحلية في تشيبا، التحق بجامعة ريكيو، وأصبح لاعب القاعدة الثالثة الأساسي للفريق. فاز بلقب الضارب لعامين متتاليين في دوري طوكيو بيج 6 للبيسبول، وحصل على جائزة أفضل تسعة لاعبين لخمسة مواسم متتالية في القاعدة الثالثة. بحلول سنته الأخيرة، رغب كشافو المواهب من جميع الفرق المحترفة في التعاقد مع ناغاشيما، وكان فريقا نانكاي هوكس وهيروشيما كارب نشطين بشكل خاص في استقطابه. كاد أن يُقرر التعاقد مع نانكاي هوكس، لكنه انضم في النهاية إلى يوميوري جاينتس في نوفمبر 1957. وقع مع فريث جاينتس مقابل 18 مليون ين؛ وهو أعلى راتب للاعب بيسبول في ذلك الوقت.

## مسيرته الإحترافية

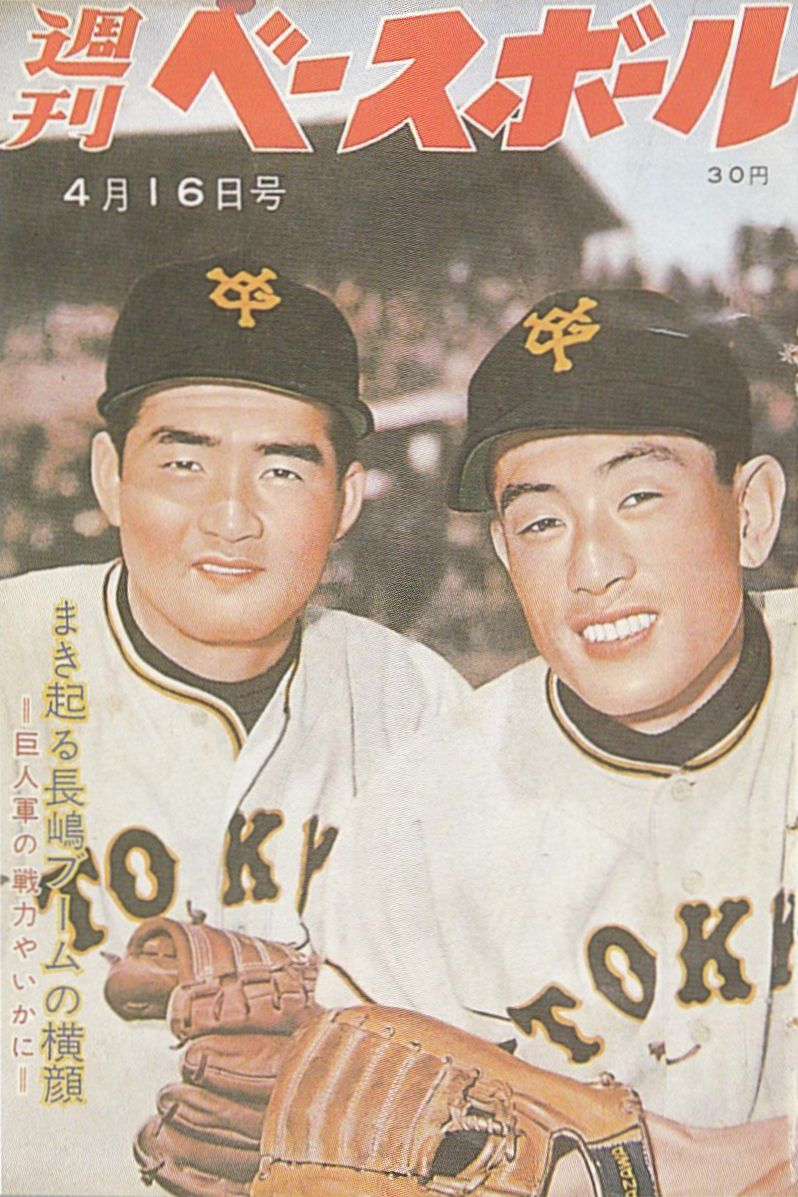
مجلة البيسبول الأسبوعية العدد الصادر في 16 أبريل 1958، نُشر على الغلاف بواسطة السيد ناغاشيما (يسار) وتاتسورو هيروكا (يمين)

بدأ ناغاشيما مسيرته الاحترافية في أبريل 1958، وضرب ضربة واحدة في جميع محاولاته الأربع ضد ماسايتشي كانيدا (ومن قبيل الصدفة، ضرب ساداهارو أوه أيضًا في جميع محاولاته في أول مباراة له ضد كانيدا). ومع ذلك، أصبح ناغاشيما الضارب الأسرع في الفريق بحلول منتصف الموسم، وفاز فريق جاينتس ببطولة الدوري. تصدر ناغاشيما الدوري في عدد الضربات المنزلية (29 ضربة) وعدد الضربات التي أدت إلى إحراز نقاط (92 نقطة) (عدد النقاط التي سجلها الضارب نتيجةً لنشاطه في الملعب) ، وحصل على جائزة أفضل لاعب صاعد في العام في دوري البيسبول الياباني للمحترفين. كان سيحقق معدل ضرب 0.300 مع أكثر من 30 ضربة منزلية و30 سرقة في موسمه الأول، لكن ضربة منزلية واحدة شُطبت من سجله لأنه نسي أن يدوس على القاعدة الأولى أثناء دورانه حول القواعد بعد ضرب ضربة منزلية.
لعب ناغاشيما أشهر مبارياته في 25 يونيو 1959، عندما حضر الإمبراطور الياباني مباراة بيسبول لأول مرة. ضرب ناغاشيما ضربة منزلية حسمت المباراة على مينورو موراياما، كما سجل اللاعب الصاعد ساداهارو أو ضربة منزلية في المباراة.
أُطلق على فريق يوميوري جاينتس، الذي ضم ساداهارو أو في المركز الثالث، وناغاشيما في المركز الرابع، لقب "أون هو" (أي "مدفع أو-ناغاشيما")، حيث واصل ناغاشيما براعته في الضرب، وبرز ساداهارو أو كأفضل ضارب في الدوري. فاز جاينتس في بطولة الدوري تسع سنوات متتالية بين عامي 1965 و1973، وسيطر ساداهارو أو وناغاشيما على لقبي الضارب خلال هذه الفترة. فاز ناغاشيما بجائزة أفضل لاعب في الموسم خمس مرات، وجائزة أفضل تسعة لاعبين في كل عام من مسيرته (بإجمالي 17 مرة).
فاز ناغاشيما بجائزتي القفاز الذهبي فقط، لأن اللقب أُنشئ في اليابان في وقت متأخر من مسيرته، في عام 1972 كان ناغاشيما لاعبًا ميدانيًا لامعًا، حيث كان يقوم بقفزات واندفاعات مبالغ فيها لالتقاط الكرة حتى أكثر الكرات الأرضية شيوعًا. ما خلق له لدى مشجعو فريق جاينتس إعجاباً كبير بأداء ناغاشيما الميداني.
بعد فوزه بلقب في الضارب للمرة السادس عام 1971، تراجع أداء ناغاشيما فجأة. حاول الفريق إنعاشه من خلال منحه المزيد من الضربات، لكن ناغاشيما لم يعد يحقق النجاح الذي أظهره في سنوات شبابه. أراد الفريق أن يتولى ناغاشيما منصب المدرب بعد تيتسوهارو كاواكامي، الذي قاد الفريق لمدة 14 عامًا، في تلك الفترة عمل ناغاشيما كلاعب ومدرب في مواسمه الأخيرة. في عام 1974، فاز فريق تشونيتشي دراغونز ببطولة الدوري، كاسرًا سلسلة انتصارات دامت تسع سنوات والتي احتفظ بها فريق جاينتس، ولعب ناغاشيما مباراته الأخيرة في 14 أكتوبر ضد دراغونز، حيث خرج من الملعب بسبب ضربة مزدوجة في آخر محاولة له. وأعقب المباراة حفل اعتزال مُهيب.

## المسيرة الإدارية
أُعلن تعيين ناغاشيما مديرًا فنيًا لفريق يوميوري جاينتس فور تقاعده تقريبًا. تولى ناغاشيما قيادة الفريق في نوفمبر 1974، وتخلص فورًا من أسلوب اللعب التكتيكي الذي تركه سلفه تيتسوهارو كاواكامي، معتمدًا على التفوق في الضرب والرمي. كما تعاقد مع لاعب القاعدة الثالث ديفي جونسون من الدوري الأمريكي، ليصبح أول لاعب غير ياباني يلعب مع جاينتس. لم تُسفر هذه التغييرات عن نتائج جيدة في موسم 1975، حيث أنهى جاينتس الموسم في المركز الأخير لأول مرة في تاريخه. بالرغم من ذلك تعاقد فريق جاينتس مع لاعبين بارزين خلال فترة توقف الموسم، وأجراء ناغاشيما المزيد من التغييرات (بما في ذلك تحويل لاعب خارجي إلى قاعدة ثالثة) واستعاد جاينتس بسرعة موقعه المهيمن في الدوري المركزي، وفاز في بطولتي الدوري عامي 1976 و1977.
خسر فريق جاينتس أمام ياكولت سوالوز عام 1978، وفي 01 أكتوبر، ظهر مدرب جاينتس السابق شيغيرو ميزوهارا في برنامج أخبار قناة أساهي، منتقدًا أسلوب ناغاشيما في إدارة الفريق. في فترة توقف الموسم من العام نفسه، تورط ناغاشيما وفريق جاينتس في جدل كبير بشأن اختيار الرامي سوغورو إيغاوا. أنهى فريق جاينتس موسم 1979 في المركز الخامس، ووأُقيل مدرب ناغاشيما في منتصف الموسم في جدل آخر. ازدادت الانتقادات الموجهة إلى ناغاشيما بشكل كبير، وقرر مالكو الفريق إقالته خلال موسم 1980. جعلت شعبية ناغاشيما الهائلة من الصعب على الجماهير تقبّل قرار الإقالة، حتى أن بعضهم حاول مقاطعة صحيفة يوميوري احتجاجًا.
فاز فريق جاينتس بخمس بطولات دوري وبطولتين بعد رحيل ناغاشيما، لكن الكثيرين شعروا بأن شعبية هذه الرياضة في اليابان آخذة في التلاشي، ودعوا إلى إعادة ناغاشيما إلى منصبه لإحياء لعبة البيسبول اليابانية. سعت عدة فرق إلى التعاقد مع ناغاشيما ليصبح مديرها الفني، لكنه إما رفض أو تجاهل طلباتهم. عاد ناغاشيما إلى يوميوري جاينتس في موسم 1993، عندما أصبح تسونيو واتانابي المالك الجديد للفريق (جمعت واتانابي مع ناغاشيما علاقة طويلة الأمد). في مسودة عام 1992، فاز باليانصيب للتوقيع مع هيديكي ماتسوي، الذي أصبح نجم فريق جاينتس خلال فترة ناغاشيما الثانية كمدرب.
فاز فريق جاينتس بقيادة ناغاشيما بلقب الدوري المركزي أعوام 1994 و1996 و2000، وفاز ببطولة اليابان عامي 1994 و2000، وتولى إدارة الفريق حتى عام 2001. في بطولة اليابان لعام 2000، كان ناغاشيما يدرب الفريق ضد زميله السابق، ساداهارو أو، الذي كان مدربًا لفريق فوكوكا دايي هوكس. أطلقت الصحافة على هذه البطولة اسم سلسلة أو-آن.
في عام 2002، أُعلن أنه سيقود فريق البيسبول الأولمبي الياباني. فاز الفريق (المكون بالكامل من لاعبين من الدوريات الاحترافية اليابانية) على الصين وتايوان وكوريا ليفوز ببطولة آسيا في نوفمبر 2003، لكن ناغاشيما أصيب بسكتة دماغية في مارس 2004، ولم يتمكن من السفر إلى أولمبياد أثينا. انتهى الأمر بالفريق بالميدالية البرونزية في الأولمبياد بعد خسارته أمام أستراليا.

## تكريمه
بعد اعتزاله، مُنح جائزة الشرف الشعبية في 5 مايو 2013 تقديرًا لإنجازه. ومن قبيل الصدفة، مُنح هيديكي ماتسوي، الذي اختاره في عملية الاختيار، الجائزة في الوقت نفسه.
حصل على وسام الثقافة لأول مرة كلاعب بيسبول محترف سابق في عام 2021. كان ناغاشيما أحد حاملي الشعلة في دورة الألعاب الأولمبية الصيفية 2020.

## حياته الشخصية
لدى ناغاشيما أربعة أطفال ابنه الأكبر كازوشيغي ناغاشيما، لاعب بيسبول محترف سابق، ومعلقًا رياضيًا. لم يكن كازوشيغي ناجحًا كوالده في الملعب، لكنه لعب لفريق يوميوري جاينتس عندما كان والده مدرباً، ومنذ ذلك الحين انطلقت مسيرة مهنية ناجحة كممثل وشخصية تلفزيونية. ابنته الكبرى سيدة أعمال، وابنته الصغرى مذيعة أخبار في قناة أساهي التلفزيونية. ابنه الأصغر سائق سيارات سباق محترف. أصبح جداً عندما رُزق أحد أبناء كازوشيغي بابنتين توأم عام 2004، فقد شيغيو زوجته أكيكو، في 18 سبتمبر 2007.

## وفاته
في 7 سبتمبر 2022، نُقل ناغاشيما إلى المستشفى بعد إصابته بنزيف في المخ. وتوفي ناغاشيما في طوكيو في 3 يونيو 2025، عن عمر يناهز 89 عامًا، بسبب التهاب رئوي.

## روابط خارجية
- شيغيو ناغاشيما في قاعدة بيانات الأفلام على الإنترنت